# Stevensvennen
Stevensvennen is een gehucht in de Belgische stad Lommel, in de provincie Limburg. Stevensvennen op 7 km ten westen van het centrum gelegen aan de weg naar Mol. Het is het enig gehucht van Lommel dat ten westen ligt van het Kanaal naar Beverlo.

## Geschiedenis
Hoewel het hier om een bijna landelijk gehucht gaat kent deze een indrukwekkende industriële geschiedenis.
Vanaf 1847 werd, door de aanleg van het Kanaal Bocholt-Herentals, bevloeiing van de schrale gronden mogelijk, en zo ontstonden ten noorden van Stevensvennen hooilanden, die echter tegen het einde van de 19e eeuw in populierenplantages werden omgezet. Deze vochtige delen bevonden zich te midden van de zeer droge heide.
Het gebied wordt omringd door zandputten, dat zijn meren die zijn ontstaan door de winning van zilverzand. Dit gebied strekt zich ook verder naar het westen uit. In 1862 kreeg Antoon Van Eetvelde als eerste een vergunning om het zilverzand te winnen, maar dit ging aanvankelijk met de hand, waardoor men een zandbeugel of ger gebruikte. Dat is een soort hefboom waarmee men slechts 20 kg zand per keer kan opscheppen en die zware arbeid vereist. In 1896 werd echter in Stevensvennen de eerste mechanische zandgroeve opgezet, bedreven door Sibelco. De grootschalige zilverzandwinning zorgde voor het ontstaan van uitgestrekte plassengebieden, die zich voortzetten op het grondgebied van Mol en Dessel.
De oprichter van Sibelco, Stanislas Emsens, zorgde voor nog meer industrie. Er werd een landbouwstokerij opgericht, die echter slechts van 1899 tot 1902 functioneerde, en in 1906 een steenfabriek. Voor de overnachting van de bezoekers verrees het Hotel de l'Industrie.
Ten zuiden van Stevensvennen heeft een glasfabriek gestaan, en in de nabijheid daarvan nog een 'elektrische houtzagerij'.
Dit alles is weliswaar verdwenen, maar de activiteiten van Sibelco zijn gebleven. Nog steeds wordt er te Stevensvennen aan zilverzandwinning gedaan. Dit zand gaat naar de grote fabriek van Sibelco die aan het Kanaal Bocholt-Herentals is gelegen, ten oosten van Blauwe Kei. Na bewerking wordt het zand in binnenvaartschepen gestort.

## Natuur
De plassen trekken watervogels aan, en ten noorden van Stevensvennen vindt men, op het grondgebied van Mol, het natuurreservaat De Maat. Er loopt een wandelpad om de nabijgelegen plas en door het natuurgebied. Sibelco heeft hier bij het educatief centrum Quartz opgezet, waar informatie over de zilverzandwinning wordt gegeven en waar ook voorwerpen te zien zijn, die hierop betrekking hebben.
Ten oosten hiervan vindt zilverzandwinning plaats, er liggen soms ook grote hopen ophoogzand, waarin soms Oeverzwaluwen nestelen. Deze worden dan gedurende het broedseizoen met rust gelaten.

## Naburige kernen
Wezel, Lommel-Werkplaatsen, Blauwe Kei, Rauw
Deelgemeente: Lommel

Overige kernen: Balendijk · Barrier · Blauwe Kei · Gelderhorsten · Heeserbergen · Heide-Heuvel · Kattenbos · Kerkhoven · Kolonie · Lutlommel · Stevensvennen · Werkplaatsen

Belgische gemeenten · Arrondissement Maaseik · Limburg · Vlaanderen